# Юдина, Елена Вячеславовна
Елена Вячеславовна Юдина (22 апреля 1988, Воронеж) - российская скелетонистка, мастер спорта международного класса. Студентка Воронежского государственного архитектурно-строительного университета. Победительница и призёр этапов Кубка Европы по скелетону. Бронзовый призёр юношеского чемпионата мира (2009, 2011). Победительница (2011) и серебряный призёр (2009) чемпионата России.